# 拉尔斯·克里斯滕森
拉尔斯·克里斯滕森（丹麥語：Lars Christensen，1965年3月27日—），丹麦男子赛艇运动员。他曾代表丹麦参加世界赛艇锦标赛，获得一枚金牌。他也曾参加1992年和1996年夏季奥运会。